# مقاطعة واشنطن (جورجيا)
مقاطعة واشنغطون (بالإنجليزية: Washington County)‏ هي إحدى المقاطعات في ولاية جورجيا في الولايات المتحدة الأمريكية.

## أعلام
- جوش غوردي
- جيمي لورد
- جاريد ايروين